# オラル
オラル（カザフ語: Орал、英: Oral）は、カザフスタン共和国の都市。西カザフスタン州の州都で、人口はおよそ20万人。ロシア語ではウラリスク（Уральск）と呼ばれる。ラテン文字表記はOral、またはロシア語に倣ってUralsk、Ural'sk。
ウラル川とチャガン川(Chagan)の合流点に位置する。ウラル川の西側にあるため地理的にはヨーロッパに区分される。

## 歴史
1613年、コサックによって建設されヤイツク(Yaitsk)と呼ばれた。ウラル川は当時、ヤイク川(Yaik)という名前で、それに因んだ。ヤイツクのコサックが、ステンカ・ラージンやエメリヤン・プガチョフの反乱に加担したため、1775年、エカチェリーナ2世は川の名を「ウラル川」と変え、町の名も「ウラリスク」に変えた。プガチョフの乱では半年にわたって包囲され、エカチェリーナ2世の軍はオレンブルクを奪還した後に、ウラリスクをやっと奪回した。ウラル山脈とカスピ海の間を、ウラル川のはしけを使った交易の中心地となる。アレクサンドル・プーシキンは「大尉の娘」の執筆調査で1833年にこの町を訪れた。ロシア革命時にはコサックに包囲されミハイル・フルンゼの防衛軍が死守した。1991年、カザフスタンが独立すると、オラルの名前となった。現在は住民の69%がカザフ人、25%がロシア人である。

## 著名出身者
- アナスタシヤ・バノバ - アーチェリー選手